# 韋克菲爾德 (麻薩諸塞州)
韋克菲爾德（英語：Wakefield）是一個位於美國麻薩諸塞州米德爾塞克斯縣的鎮。

## 人口
根據2020年美國人口普查的數據，韋克菲爾德的面積為20.50平方千米，當中陸地面積為19.40平方千米，而水域面積為1.10平方千米。當地共有人口27090人，而人口密度為每平方千米1,321人。